# November 1.
November 1. az év 305. (szökőévben 306.) napja a Gergely-naptár szerint. Az évből még 60 nap van hátra.
Névnapok: Marianna + Benigna, Benignusz, Benke, Igor

## Események
- I. e. 82 – Lucius Cornelius Sulla csapatai beveszik Róma városát.
- 1335 – I. Károly (Róbert) magyar, III. Kázmér lengyel és Luxemburgi János cseh király a visegrádi királytalálkozón megkötik a cseh–magyar–lengyel szövetséget.
- 1512 – Először láthatók nyilvánosan a vatikáni Sixtus-kápolna falain és mennyezetén a Michelangelo által készített festmények.
- 1587 – Magyarország áttért a Gergely-naptár használatára; ennek következtében ebben az évben október 21-ét november 1-je követte.
- 1599 – Erdély Vitéz Mihály havasalföldi vajda ellenőrzése alá kerül.
- 1604 – Shakespeare tragédiája, az Othello bemutatója a londoni Whitehall Palace-ban.
- 1611 – Shakespeare romantikus komédiája, A vihar bemutatója a londoni Whitehall Palace-ban.
- 1700 – Meghal II. Károly, az utolsó Habsburg-házból való spanyol király.
- 1755 – Földrengés sújtja Lisszabont. Több mint 60 000 ember veszti életét.
- 1800 – John Adams lesz az első amerikai elnök, aki megválasztása után a Fehér Házba költözik, és ott lakik.
- 1848 – Kossuth Görgei Artúr tábornokot nevezi ki a honvéd haderő főhadparancsnokává, a schwechati csatavesztés nyomán lemondott Móga János helyére.
- 1874 - Megnyitják Bécs központi temetőjét a Zentralfriedhof-ot.
- 1876 – Megnyílik az Északi-tengeri-csatorna.
- 1884 – Washingtonban, a Nemzetközi Meridián Konferencián, 25 nemzet képviselője döntést hoz a világ időzónákra való felosztásáról. A kezdő délkört az angliai Greenwichben jelölik ki.
- 1894 – Párizsban bejelentik a diftéria elleni vakcina felfedezését.
- 1894 – Első alkalommal jelenik meg a „Billboard Advertising” (a későbbi „Billboard”) az Ohio állami Cincinnatiban. (A 8 oldalas havilap ára 10 cent volt, éves előfizetése 90 cent)
- 1897 - Megalapítják a Juventus FC-t
- 1911 – az Olasz Légierő repülőgépe bombát dobott le a Tanguira oázisra Líbiában, ez volt az első légi bombázás a világon.
- 1915 – Megjelenik Kassák Lajos A Tett című folyóiratának első száma.
- 1918 – Gróf Károlyi Mihály liberális reformpolitikus önálló magyar kormányt alakít.
- 1918 – A pólai hadikikötőben olasz tengerésztisztek aknával elsüllyesztik a Viribus Unitis csatahajót, amelyet előző nap Horthy Miklós ellentengernagy már átadott a Délszláv Nemzeti Tanácsnak, a hajón csak a délszláv származású tengerészek és a leendő délszláv flotta tisztjei maradtak. Mintegy 400 ember veszti életét.
- 1918 – Róth Ottó bánsági német politikus kikiáltja a Bánáti Köztársaságot, hogy meggátolja a terület elcsatolását Magyarországtól és ennek megfelelően megszervezze a svájci-modell alapján.
- 1922 – Törökországban eltörlik a szultánátust.
- 1932 – Wernher von Braun-t kinevezik a német rakétaprogram vezetőjének.
- 1936 – Benito Mussolini bejelenti, hogy Olaszország és Németország egyezményt írtak alá, amellyel megalkották Európa „tengelyét”.
- 1944 – Brit-amerikai légitámadás a kapuvári vasútállomás ellen.
- 1945 – Az ENSZ tagja lesz Ausztrália
- 1952 – Az Egyesült Államok hadserege a Csendes-óceáni Eniwetok-atollon (Marshall-szigetek) felrobbantja az első hidrogénbombát. A program vezetője Teller Ede.
- 1954 – Ismeretlen tettesek 70 összehangolt merénylet-sorozatot hajtanak végre Algériában, ezzel kezdetét veszi az algériai függetlenségi háború.[1]
- 1956 – Nagy Imre magyar miniszterelnök kormánya felmondja a Varsói Szerződést, kinyilvánítja Magyarország semlegességét. A semlegesség támogatására az ENSZ Biztonsági Tanácsának négy állandó tagját kéri föl. Elhangzik Kádár János rádióbeszéde felvételről, miközben Münnich Ferenccel Moszkvába távozik. A Corvin közben Pongrátz Gergely lesz a főparancsnok.
- 1956 – A tranzisztor feltalálói: Walter Brattain, John Bardeen és William Shockley megosztott fizikai Nobel-díjat kapnak.
- 1961 – Az SZKP XXII. kongresszusának határozata szerint Joszif Visszarionovics Sztálin holttestét eltávolítják a Vörös téren álló Lenin-Mauzóleumból.
- 1962 – Görögország belép a Közös Piacba.
- 1962 – A Szovjetunió felbocsátja a Marsz–1 űrszondát.
- 1963 – Katonai puccs Dél-Vietnámban. A tábornokokból álló új vezetés a kommunizmus ellen hirdet harcot.
- 1968 – Lyndon B. Johnson amerikai elnök leállítja Észak-Vietnám bombázását. Párizsban megkezdődnek a béketárgyalások.
- 1969 – A Budapesti Orvostudományi Egyetem felveszi Semmelweis Ignác nevét.
- 1993 – Életbe lép a maastrichti szerződés.
- 1995 – Bosznia-Hercegovina, Szerbia és Horvátország vezetőinek részvételével megkezdődik a Dayton-i békekonferencia, Bosznia békéjéért.
- 1996 – Óbudán fényes nappal agyonlövik Prisztás Józsefet, aki sokak szerint a hazai maffia egyik vezéralakja volt.
- 1998 – Fellövik az Iridium műholdcsalád első tagját.
- 2000 – Az ENSZ tagja lesz Szerbia
- 2004 – José Manuel Barroso lesz az Európai Bizottság elnöke.
- 2007 – A grúz parlament és a kormány közös ülése úgy határoz, hogy Grúzia egyoldalúan felmondja az 1992. óta Dél-Oszétiában tartózkodó orosz békefenntartók tevékenységét.

## Sportesemények
Formula–1
- 1987 –  japán nagydíj, Suzuka - Győztes: Gerhard Berger  (Ferrari Turbo)
- 1998 –  japán nagydíj, Suzuka - Győztes: Mika Häkkinen  (McLaren Mercedes)
- 2009 –  abu-dzabi Nagydíj, Yas Marina - Győztes: Sebastian Vettel  (Red Bull Racing Renault)
- 2015 –  mexikói nagydíj, Autódromo Hermanos Rodríguez - Győztes: Nico Rosberg  (Mercedes)

## Születések
- 1339 – IV. Rudolf osztrák főherceg († 1365)
- 1607 – Georg Philipp Harsdörffer német író, heraldikus († 1658)
- 1636 – Nicolas Boileau francia költő, esztéta, műkritikus († 1711)
- 1652 – Berzeviczy Henrik magyar jezsuita rendi szerzetes, bölcselet- és teológiadoktor († 1713)
- 1757 – Antonio Canova olasz szobrászművész († 1822)
- 1757 – Böszörményi Pál Debrecen főbírája, országgyűlési követ († 1825)
- 1785 – Scitovszky János  magyar bíboros, hercegprímás, esztergomi érsek († 1866)
- 1797 – Mária Dorottya württembergi hercegnő osztrák főhercegné, magyar királyi hercegné, nádorné, József nádor harmadik felesége, majd özvegye († 1855)
- 1818 – Szacsvay Imre ügyvéd, politikus, az 1848–49-es szabadságharc vértanúja († 1849)
- 1830 – Adelburg Ágost lovag, zeneszerző, hegedűművész († 1873)
- 1845 – Gróf Teleki Sámuel magyar világutazó, az egyik legnagyobb magyar Afrika-kutató, MTA tagja († 1916)
- 1864 – Schlesinger Lajos Lobacsevszkij-díjas matematikus, egyetemi tanár († 1933)
- 1870 – Olgyai Viktor magyar grafikus, festő. († 1929)
- 1874 – Szalima Masamba mohéli királynő († 1964)
- 1874 – Temesváry Imre magyar mérnök, földbirtokos, gazdaságpolitikus, országgyűlési képviselő († 1954)
- 1879 – Gróf Teleki Pál magyar földrajztudós, miniszterelnök, az MTA tagja  († 1941)
- 1885 – Haraszti Emil magyar zenetörténész, a Nemzeti Zenede igazgatója († 1958)
- 1885 – Csicsery-Rónay István magyar katonatiszt, vezérkari ezredes, országgyűlési képviselő († 1978)
- 1898 – Arthur Legat belga autóversenyző († 1960)
- 1900 – Bruckner Győző Kossuth-díjas magyar kémikus, gyógyszervegyész, a magyarországi szerves kémia kimagasló jelentőségű alakja, az MTA tagja († 1980)
- 1900 – Komáromy Andor magyar karmester, zeneszerző, zenei rendező († 1983)
- 1901 – Ács Tivadar magyar történész, újságíró († 1974)
- 1902 – Eugen Jochum német karmester († 1958)
- 1902 – Nordahl Grieg norvég költő, dráma- és regényíró († 1943)
- 1903 – Lengyel Gizi magyar színésznő († 1984)
- 1918 – Ken Miles amerikai autóversenyző († 1966)
- 1923 – Victoria de Los Angeles katalán opera-énekesnő († 2005)
- 1923 – Varga Imre Kossuth-díjas magyar szobrászművész, a nemzet művésze († 2019)
- 1926 – Bob Veith (Robert Veith) amerikai autóversenyző († 2006)
- 1926 – Betsy Palmer amerikai színész († 2015)
- 1928 – Széplaki Gyula magyar filmrendező, operatőr
- 1928 – Ted Whiteway (Edward Norton Whiteway) brit autóversenyző († 1995)
- 1930
  - Árkus József magyar Táncsics Mihály-díjas újságíró, szerkesztő, humorista († 1992)
  - Gergely István magyar agrárközgazdász, mezőgazdasági és élelmezésügyi miniszterhelyettes († 1980)
- 1935 – André Tchaikowsky lengyel zeneszerző és zongoraművész († 1982)
- 1936 – Jackie Lewis (Jack Rex Lewis) brit autóversenyző
- 1939 – Bernard Kouchner francia orvos, politikus, az Orvosok Határok Nélkül szervezet egyik alapítója, külügyminiszter
- 1940 – Kuti Gyula állami díjas amerikai magyar fizikus, az MTA tagja
- 1942 – Larry Flynt amerikai újságkiadó („A provokátor”, „Hustler”) († 2021)
- 1942 – Kőváry Katalin magyar színházi rendező
- 1943 – Salvatore Adamo francia nyelvű belga énekes
- 1945 – Szemenyei-Kiss Tamás magyar író, újságíró
- 1946 – Jeney István magyar színművész, rendező, fotós
- 1950 – Ács István magyar grafikus, festőművész
- 1954 – Gelecsényi Sára magyar színésznő († 2019)
- 1961 – Anne Donovan kétszeres olimpiai bajnok amerikai kosárlabdázó, edző († 2018)
- 1962 – Anthony Kiedis amerikai énekes, a Red Hot Chili Peppers frontembere
- 1963 – Csarnóy Zsuzsanna Jászai Mari-díjas magyar színésznő
- 1963 – Borbély Szilárd József Attila-díjas magyar költő, író, irodalomtörténész, egyetemi oktató († 2014)
- 1965 – Kolti Helga magyar színésznő
- 1966
  - Danny Everett olimpiai bajnok amerikai atléta
  - Jeremy Hunt brit konzervatív politikus, külügyminiszter
- 1967 – Engi Klára magyar jégtáncosnő
- 1972 – Toni Collette ausztrál színésznő
- 1973 – Pataki Zita magyar televíziós műsorvezető, riporter
- 1978 – Hámori Gabriella Jászai Mari-díjas magyar színésznő
- 1978 – Mogyorósi József magyar labdarúgó
- 1980 – Krešimir Maraković horvát kézilabdázó
- 1983 – Václav Svěrkoš cseh labdarúgó
- 1984 – Natalia Tena amerikai színésznő
- 1991 – Csiang Jü-jüan kínai tornász
- 2002 – Ousmane Touré mali úszó, ifjúsági olimpikon

## Halálozások
- 367 – Poitiers-i Szent Hilár latinul alkotó ókeresztény író, az egyházatyák egyike. (* 315 körül)
- 1486 – Szapolyai Miklós erdélyi püspök
- 1496 – Filippo Buonaccorsi olasz író (* 1437)
- 1553 – Révay Ferenc magyar alnádor (* 1489)
- 1700 – II. Károly spanyol király (* 1661)
- 1730 – Luigi Ferdinando Marsigli olasz földrajztudós, műgyűjtő, diplomata, utazó, tudós, hadmérnök, nyelvész-filológus, katona és kalandor (* 1658)
- 1753 – Lucas Colb erdélyi szász evangélikus lelkész (* 1680)
- 1804 – Johann Friedrich Gmelin német természettudós, botanikus, entomológus, herpetológus és a puhatestűek kutatója (* 1748)
- 1810 – Johann Heinrich Gottfried von Bretschneider  a pesti egyetem első könyvtárigazgatója. (* 1739)
- 1845 – Ajkay Pál Vas megyei táblabíró (* 1772)
- 1855 – Balogh Gyula magyar költő (* 1832)
- 1882 – Almásy Pál magyar politikus, az első népképviseleti országgyűlés alelnöke (* 1818)
- 1883 – Bognár Ignác magyar zeneszerző, a Nemzeti Színház ének-karnagya (* 1810)
- 1885 – Stitz János magyar vegyészmérnök, méhész, országgyűlési képviselő († 1985)
- 1893 – Jan Matejko lengyel festő (* 1838)
- 1896 – Degré Alajos magyar ügyvéd, a márciusi ifjak egyike (* 1819)
- 1903 – Theodor Mommsen német történész, irodalmi Nobel-díjas (* 1817)
- 1906 – Habsburg Ottó Ferenc főherceg, Ferenc Ferdinánd trónörökös öccse, I. Károly császár (IV. Károly néven magyar király) édesapja (* 1865)
- 1907 – Alfred Jarry francia drámaíró, az abszurd dráma atyja, az Übü király szerzője (* 1873)
- 1924 – Nagyatádi Szabó István magyar politikus, miniszter (* 1863)
- 1938 – Francis Jammes francia költő (* 1868)
- 1939 – Darányi Kálmán magyar politikus, miniszterelnök (* 1886)
- 1942 – Rados Gusztáv magyar matematikus, a Budapesti Műszaki Egyetem tanára (* 1861)
- 1947 – Romzsa Tódor munkácsi görögkatolikus püspök (* 1911)
- 1955 – Dale Carnegie amerikai író (* 1888)
- 1956
  - Pietro Badoglio olasz katonatiszt, marsall, miniszterelnök (* 1871)
  - Asztalos Lajos magyar nemzetközi sakknagymester (* 1889)
  - Mező Imre magyar kommunista politikus (* 1905)
- 1962 – Ricardo Rodríguez (Ricardo Rodríguez de la Vega) mexikói autóversenyző (* 1942)
- 1964 – Bóka László magyar író, irodalomtörténész, az MTA tagja  (* 1910)
- 1971 – Mihail Romm szovjet filmrendező (* 1901)
- 1982 – King Vidor magyar származású amerikai filmrendező (* 1894)
- 1987 – Varga Tamás magyar matematikatanár, a matematikatanítás nemzetközileg elismert kiemelkedő egyénisége (* 1919)
- 1988 – Pióker Ignác Kossuth-díjas magyar munkás és sztahanovista (* 1907)
- 1996 – Kliburszkyné Vogl Mária magyar geokémikus, az MTA tagja (* 1912)
- 2000 – Sárosi Katalin EMeRTon-díjas magyar táncdalénekesnő (* 1930)
- 2002 – Erdei Sándor magyar karikaturista, festő, grafikus (* 1917)
- 2006 – Leon Henkin amerikai matematikus (* 1921)
- 2008
  - Györgydeák György magyar képzőművész (* 1958)
  - Jacques Piccard svájci mélytengeri kutató és oceanográfus, „a mélység Kolumbusza” (* 1922)
  - Yma Sumac (eredeti neve Zoila Augusta Emperatriz Chavarri del Castillo), inka származású perui énekesnő, hangja öt oktávot ívelt át (* 1922)
- 2010 – Maróti Gábor magyar színész (* 1947)
- 2022 – Takeoff amerikai rapper, dalszerző, a Migos rapcsapat tagja (* 1994)

## Nemzeti ünnepek, emléknapok, világnapok
→Sablonvita:Ünnepek/11-01:
- mindenszentek napja, az üdvözült lelkek emléknapja, főünnep a katolikus egyházban[2]
- Boldog Romzsa Tódor munkácsi görög katolikus püspök emléknapja 1947-es vértanúságának napján[2]
- a forradalom napja Algériában (1954) [3][4]
- a függetlenség napja Antigua és Barbuda karib-tengeri szigetországban (1981) [5]

- Szlovénia: az emlékezés napja, a Halottak napja
- A veganizmus világnapja (1994 óta)[6]